# Zephronia pellita
Zephronia pellita är en mångfotingart som beskrevs av Carl Graf Attems 1935. Zephronia pellita ingår i släktet Zephronia och familjen Zephroniidae. Inga underarter finns listade i Catalogue of Life.